# Ташматов, Шерзод Рихсибаевич
Шерзод Рихсибаевич Ташматов (узб. Tashmatov Sherzod Rixsibaevich: род. 5 июня 1979 года, Ташкент, Узбекистан) — узбекский спортивный деятель, вице-президент Национального олимпийского комитета Узбекистана, председатель Ассоциации таэквондо WT Узбекистана. Является одним из ключевых организаторов участия сборной Узбекистана в международных спортивных соревнованиях. Руководил национальными миссиями на Олимпийских, Азиатских и Исламских играх.

## Биография
Шерзод Ташматов родился 5 июня 1979 года в Узбекистане.  Его карьера охватывает работу в федерациях муай-тая, бокса, тaэквондо и смешанных единоборств.В 2016 году окончил Ташкентский филиал Российского экономического университета им. Г.В. Плеханова. В 2023 году окончил Государственный университет физической культуры и спорта.

## Карьера

### Спортивные федерации
- 2009–2014 — заместитель председателя и затем председатель Ассоциации муайтай Узбекистана, член исполнительного комитета Международной федерации ассоциаций тайского бокса (IFMA).[6][7]
- 2013–2014 — заместитель председателя Центра развития восточных боевых искусств[8]
- 2014–2019 — первый заместитель председателя Федерации бокса Узбекистана[9]
- 2016–2019 — член Исполкома Международной ассоциации бокса (AIBA), вице-президент Азиатской конфедерации бокса[10][11]
- С 2019 — председатель Ассоциации таэквондо WT Узбекистана[12]
- Также занимал пост заместителя председателя Федерации смешанных единоборств (ММА) Узбекистана

### Национальный олимпийский комитет
- С 17 ноября 2020 года — вице-президент Национального олимпийского комитета Узбекистана. Шерзод Ташматов сыграл ключевую роль в историческом успехе узбекского бокса на Олимпийских играх 2016 года в Рио-де-Жанейро. В качестве вице-президента Федерации бокса Узбекистана и члена Исполкома Международной ассоциации бокса (IBA), он активно способствовал подготовке и организации команды, что привело к рекордному количеству медалей для страны.

## Награды
Шерзод Ташматов награждён государственными наградами за значительный вклад в развитие спорта в Узбекистане и организацию участия национальной сборной в международных соревнованиях. Он является кавалером следующих орденов:
- Орден «Мехнат Шухрати» — вручён Президентом Республики Узбекистан за заслуги в развитии физической культуры и спорта, а также за активную общественную деятельность[13].
- * Орден «Дустлик» — присвоен указом Президента за укрепление международных спортивных связей и вклад в имидж страны на международной арене[14].
- Орден «Фидокорона хизматлар учун» (2024 год) — присуждён за значительный вклад в развитие олимпийского движения в стране, популяризацию физической культуры и спорта среди населения, а также за участие в XXXIII летних Олимпийских играх в Париже (Франция)[15].